# جيميغلبتين
جيميغلبتين، يُباع بالاسم التجاري زيميلغو، هو دواء فموي خافض للسكر (دواء مضاد للسكري) ينتمي إلى مجموعة الأدوية المثبطة لثنائي ببتيديل ببتيداز-4. تكون تأثيرات مثبطات ثنائي ببتيديل ببتيداز-4 الخافضة للغلوكوز متواسطة بالببتيد المشابه للغوكاجون-1 وعديد الببتيد المعدي المثبط اللذان ينتميان لفئة هرمونات الإنكريتين التي تُبطَل فعاليها بثنائي ببتيديل ببتيداز-4.
طُوِّر جيميغلبتين بالأصل من قبل شركة إل جي لايف ساينسز بمفردها. عام 2010، انضمت شركة دوبل-كرين الدوائية لشركة إل جي لايف ساينسز من أجل تطوير المركب النهائي والتعاون على تسويق هذا الدواء في الصين. أعلنت شركة إل جي لايف ساينسز في نوفمبر 2010 أن شركة نوبل بيوكير قد حصلت على حقوق تطوير وتسويق جيميغلبتين في تركيا.
عُرِض جيميغلبتين من أجل علاج داء السكري من النوع 2 على إدارة الغذاء والدواء الكورية من أجل المصادقة في يوليو 2011. في يونيو 2012، وافقت إدارة الغذاء والدواء الكورية على تصنيع وتوزيع علاج داء السكري التابع لشركة إل جي لايف ساينسز، وهو زيميلغو، والمادة الرئيسية فيه هي جيميغلبتين. وقعت شركة إل جي لايف ساينسز اتفاقية ترخيص مع شركات أدوية متعددة الجنسيات مثل سانوفي (باريس، فرنسا) وستيندال (مكسيكو سيتي، المكسيك) من أجل 104 دولة. حاليًا، صودق على جيميغلبتين في 11 دولة مثل الهند وكولومبيا وكوستاريكا وبنما والإكوادور، وهناك العديد من الدراسات السريرية قيد التقدم في روسيا والمكسيك وتايلاند.

## تاريخ
قٌدِّمت اتفاقية عدم الإفشاء لجيميغلبتين إلى إدارة الغذاء والدواء الكورية في يوليو 2011، وتمت الموافقة عليها في يونيو 2012. بحلول نهاية عام 2012، سيُسوَّق لجيميغلبتين في كوريا باسم زيميلغو، وهو خامس علاج سكري جديد مثبط لثنائي ببتيديل ببتيداز-4 في العالم. أعلنت شركة سانوفي الهندية الخاصة عن إطلاق دواء لمرضى السكري من النوع 2 في الهند: زيميلغو (جيميغلبتين) في يوليو 2016. زيميلغو هو قرص فموي يُؤخَذ مرة واحدة يوميًا. وفقًا لأطلس السكري التابع للاتحاد الدولي للسكري لعام 2015، تعد الهند موطنًا لثاني أكبر عدد من البالغين المصابين بداء السكري في جميع أنحاء العالم، بعد الصين، بوجود 69.1 مليون مريض، ومن المتوقع أن يرتفع إلى 1401 مليون عام 2040. تأتي الهند في المرتبة الأولى من حيث عدد الوفيات في جنوب شرق آسيا، بوجود مليون حالة وفاة تُعزى إلى داء السكري. تكشف هذه الإحصائيات كيف أن مرض السكري يكتسب بسرعة مكانة وباء محتمل في الهند وتثبت الحاجة إلى الامتثال للعلاج والسيطرة الفعالة من خلال النظام الغذائي والتمارين الرياضية والأدوية من أجل الحصول على تأثيرات إيجابية طويلة الأمد تتعلق فيما يخص إدارة المرض.